# Rhyacophila kyadongpa
Rhyacophila kyadongpa är en nattsländeart som beskrevs av Schmid 1970. Rhyacophila kyadongpa ingår i släktet Rhyacophila och familjen rovnattsländor. Inga underarter finns listade i Catalogue of Life.